# Крепостта Св. Елисавета (Кропивницки)
Крепостта Св. Елисавета (на украински: Фортеця Св. Єлисавети) това е бивша крепост в град Кропивницки, в географския център на Украйна

## История
След образуването на Нова Сърбия върху земите на украинските казаци, крепостта е създадена, за да защити териториите на сръбските заселници от татарски набези. Крепостта Св. Елисавета е построена според указ на Сената, който създава и Нова Сърбия. Указът е подписан от императрица Елизавета на 4 януари 1752 г. Въз основа на указа на сръбския полковник Иван Хорват е връчена благодарствена грамота, а Иван Глебов получава инструкция .
Хадиачско-Миргородският полк от украински казаци (1390 души) пристигна за изграждането на крепостта и завърши основната работа за четири месеца: от 12 юни до октомври 1754 г. По време на работата 72 запорожци умряха, 233 се разболяха и 855 избягаха в Сеч .
Крепостта Св. Елисавета е участвала във военни действия само веднъж. Това се случва по време на Руско-турска война (1768 – 1774), чиято първа кампания започва през 1769 г. с нахлуването на кримския хан Кирим Гирей в Елисаветградска губерния. На 4 януари предвожданата от него 70-хилядна турско-татарска армия преминава границата и на 7 януари спира край Св. Елизабетинската крепост, в която се криеше генерал Исаков с гарнизона и местните жители. Кримците плячкосват околните села и поробват местните жители, но защитниците на града успешно отблъскват татарските атаки и прогонват нашествениците. Това беше последната кампания на кримските татари в Украйна .
От 1775 г. крепостта Св. Елисавета окончателно губи отбранителното си значение. През 1784 г. крепостта е ликвидирана, а цялата артилерия е транспортирана до Херсон. Постепенно, в продължение на няколко години, крепостта е обезоръжена. През 1794 г. тук все още се съхраняват 162 оръдия, които обслужват 277 стрелци. Оръдия и артилерийски припаси се изнасят в пограничните градове, главно в Херсон. През април 1795 г. 5 оръдия са изпратени в Новомиргород. В някогашната крепост са оцелели само две оръдия - те са монтирани на каменни постаменти на входа от бившата главна порта.
Пълното отменяне на статута на крепостта става на 15 март 1805 г. Гарнизонът е разпуснат, но в казармата дълги години се помещава батальон (три роти). Контурът на крепостта става емблема на града 
На територията на бившата крепост има мемориални комплекси, посветени на героите от Втората световна война и Руско-украинската война (2014-) . Също през 2016 г. е създаден мемориал на жертвите на Гладомора (градът губи 2238 жители през 1932–1933 г.) .